# After me
After me（アフターミー）は、日本のロックバンド。

## メンバー
- 長田剛（ボーカル・ギター）

バンド活動休止後はシンガーソングライターとして活動。
- 桑島渉（ギター・コーラス）
- 土屋茂樹（ベース・コーラス）
- 田中康治（ドラムス・コーラス）

## 概要
1994年、長田、桑島、田中の3人で結成。翌年から下北沢SHELTERを中心にライブ活動を開始したが、土屋の加入によりそれまでベース&ボーカルであった長田がギター&ボーカルにパートを変更し、4人体制となる。
1997年12月、ピンクムーン（インディーズ）から1stシングル「いつもと同じ朝がくる」、1998年9月にはミニ・アルバム「Songs for beginners」をリリース。
1999年1月、日本コロムビアレーベル内TRIADからシングル「明日の向こう」でメジャーデビュー。全国のラジオ局で評判を呼び21局でパワープレイを獲得。同年11月末から全国ツアーを敢行。
2002年7月、活動休止。

## ディスコグラフィ

### 参加作品
| 発売日         | タイトル                                         | 規格品番   | 曲順 | 楽曲             |
| -------------- | ------------------------------------------------ | ---------- | ---- | ---------------- |
| 1996年         | Flyin' high                                      | NO2-001    | M.2  | 真実に気付くのは |
| 1996年         | Flyin' high                                      | NO2-001    | M.10 | さよならの歌     |
| 1996年         | Flyin' high                                      | NO2-001    | M.14 | どれくらい…      |
| 1999年11月10日 | NEXT・ZIP-FM(スペシャルコンピレーションアルバム) | TOCT-24251 | M.13 | なりふりかまわず |

## タイアップ一覧
| 使用年 | 曲名                 | タイアップ                                         |
| ------ | -------------------- | -------------------------------------------------- |
| 1999年 | 明日の向こう         | テレビ東京系ドラマ『別れたら好きな人』テーマソング |
| 1999年 | チェイサー           | TBS系『チューボーですよ!』エンディングテーマ       |
| 2000年 | つよく抱きしめた     | TBS系『2001年未来ナース』エンディングテーマ        |
| 2002年 | レインボーチェイサー | テレビ朝日系『惑星beau beau』エンディングテーマ    |

## メディア出演

### ラジオ
- J・POP Magic（1997年4月 - 1999年3月、東海ラジオ）
- MUSIC VOICE（1999年4月 - 2000年3月、CROSS FM）